# Niels Basse Fønss (1793-1858)
 Der er flere personer med dette navn, se Niels Basse Fønss.
Niels Basse Fønss (født 25. august 1793 i Viborg, død 18. juli 1858 på Hindsgavl) var en dansk godsejer, bror til Johan Philip Rogert Fønss og far til Niels Basse Fønss.
Han var søn af overkrigskommissær Frederik Jørgen Fønss (1760-1798) og Antonette Elisabeth Dorothea Ring (1776-1816). Ifølge Karen Basse Fønns' testamente skulle Hindsgavl efter hendes død oprettes til stamhus for hendes nevø Niels Basse Fønns. Hun var datter af Hans Pedersen Fønss og Armgaard Sophie Basse, som var datter af kammerråd Niels Andersen Basse, der ejede Hindsgavl fra 1745 til 1773. Af denne grund optog de senere ejere af stamhuset navnet "Basse" i deres navn. På grund af gæld blev Stamhuset Hindsgavl dog først oprettet i 1815. Allerede den 18. maj 1804 var Fønss imidlertid blevet optaget i adelsstanden, og 1811 blev han kammerjunker og 1840 kammerherre. På portrættet af Fønss ser det ud til, at han bærer Nordstjerneordenen eller en lignende dekoration.
Han ægtede i 1813 Dorthea Frederikke Louise Wedel-Heinen (født 26. juli 1796 på Kærsgaard, død 11. april 1864 på Grimmerhus ved Middelfart), datter af Jacob Wedel (1731-1807) og Frederikke Louise Dinesen (1770-1833). Hun blev i egen ret adlet den 1. september 1826 sammen med sine søskende.